# Gursarai
Gursarai là một thành phố và là nơi đặt ban đô thị (municipal board) của quận Jhansi thuộc bang Uttar Pradesh, Ấn Độ.

## Địa lý
Gursarai có vị trí 25°37′B 79°11′Đ / 25,62°B 79,18°Đ Nó có độ cao trung bình là 174 mét (570 feet).

## Nhân khẩu
Theo điều tra dân số năm 2001 của Ấn Độ, Gursarai có dân số 22.991 người. Phái nam chiếm 53% tổng số dân và phái nữ chiếm 47%. Gursarai có tỷ lệ 67% biết đọc biết viết, cao hơn tỷ lệ trung bình toàn quốc là 59,5%: tỷ lệ cho phái nam là 76%, và tỷ lệ cho phái nữ là 56%. Tại Gursarai, 15% dân số nhỏ hơn 6 tuổi.